# Aranyosgadány
Aranyosgadány je vas na Madžarskem, ki upravno spada pod podregijo Pécsi Županije Baranja.